# Die Weser
Der Raddampfer Die Weser wurde am 6. Mai 1817 in Betrieb genommen und gilt als das erste von einem deutschen Schiffbauer gebaute und von einem deutschen Reeder betriebene Dampfschiff. Es fuhr in den Jahren 1817 bis 1833 auf der Strecke zwischen Bremen und Brake. Ab 1827 verkehrte das Schiff über Brake hinaus bis nach Geestemünde.

## Geschichte

### Vorgeschichte
Nach Ende der napoleonischen Kriege 1814, der Aufhebung der Blockade der deutschen Seehäfen durch die englische Kriegsmarine im Rahmen der Kontinentalsperre und der Bestätigung von Bremens Unabhängigkeit auf dem Wiener Kongress, setzte in der Hansestadt ein lebhafter Aufschwung in Wirtschaft und Seehandel ein. Dem entgegen standen die schlechten Fahrwasserverhältnisse der unteren Weser, die durch voranschreitende Versandung für Seeschiffe nur unter Schwierigkeiten zu befahren war, so dass die Güter damals in Brake auf langsame Flussschiffe mit geringem Tiefgang umgeladen werden mussten. Post und Passagiere konnten alternativ nur auf dem beschwerlichen Landweg nach Bremen gelangen.
In dieser Situation entwickelte der Bremer Kaufmann Friedrich Schröder die Idee, Dampfschiffe auf der Weser einzusetzen, um eine deutlich schnellere und komfortablere Verbindung auf dem Fluss zu etablieren. Nach dem ersten erfolgreichen Einsatz von Dampfschiffen im Linienverkehr auf dem Hudson River zwischen New York und Albany durch Robert Fulton 1807 begannen die Möglichkeiten der Dampfschifffahrt auch in Europa, insbesondere in England und Frankreich, lebhaftes Interesse zu wecken. Schröder fasste daher den Entschluss, die Konzession für eine entsprechende Unternehmung beim Bremer Senat zu beantragen.

„Unter den nützlichsten Erfindungen, worauf der menschliche Geist in den letzten Jahren verfallen ist, behauptet diejenige, durch die Kraft des Dampfes große Massen in Bewegung zu setzen, gewiss eine der ersten Stufen. […] Wenn wir uns nun auch der Erfindung dieser für den Handel und die Schifffahrt so höchst wichtigen und nützlichen Erfindung nicht rühmen können, so sollten wir, dünkt mich, uns doch vor dem Vorwurfe sichern, daß wir mit gleichgültigen Augen dem Fortschreiten anderer Nationen zusehen; vielmehr durch die Adoption einer so heilsamen Erfindung auch unserem Handel und unserer Schiffahrt die Erleichterung zu verschaffen suchen […].“

Mit Unterstützung des späteren Bürgermeisters Johann Smidt verlieh der Bremer Senat Schröder am 18. Juni 1816 ein Privileg zum Betrieb von Dampfschiffen auf der Weser mit einer Laufzeit von 15 Jahren, das in vergleichbarer Form auch von den Weser-Anrainerstaaten Oldenburg (für 10 Jahre) und Hannover (für 15 Jahre) gewährt wurde.

### Bau
Zunächst wollte Schröder ein bestehendes Schiff erwerben und begab sich zu diesem Zweck 1816 in Begleitung von Schiffbaumeister Johann Lange, Ingenieur Ludwig Georg Treviranus und Kapitän Zacharias Spilcker nach England und Schottland. Die Suche brachte jedoch kein befriedigendes Ergebnis, da die begutachteten Schiffe in Größe und Qualität nicht den Anforderungen des Unternehmers genügten.
In der Folge fiel daher die Entscheidung, ein geeignetes Schiff unter Leitung von Treviranus auf der Werft von Johann Lange (einem Vorgängerunternehmen der Bremer Vulkan-Werft) in Grohn zu bauen. Die hierfür notwendige Maschine wurde über den in London ansässigen Schwager Schröders bei Boulton & Watt, dem Unternehmen des Dampfmaschinenpioniers James Watt, in Soho bei Birmingham bestellt und nach den technischen Vorgaben aus England in das Schiff eingebaut. Der Stapellauf des Schiffes erfolgte am 30. Dezember 1816, die ersten Testfahrten waren Anfang Februar 1817.
Zur Beruhigung seiner Mitbürger, die durch zwei Dampfschiffunglücke in den USA und in England der neuen Technik skeptisch gegenüberstanden, veröffentlichte Ingenieur Treviranus wenige Tage vor der Jungfernfahrt des Schiffes eine detaillierte Beschreibung der Funktionsweise der eingebauten Maschine und ihrer besonderen Sicherheitsvorrichtungen in der Bremer Zeitung für Politik, Handel und Literatur.

„[…] Zur Sicherung gegen alle Gefahr […] dient die auf dem Kessel befindliche Sicherheitsklappe (savety valve) und der in Grade abgetheilte Dampfmesser (steam gauge). […] Bei unserem hiesigen Dampfboot ist die höchste Expansivkraft, welche die Dämpfe erhalten können, nicht größer, als daß jeder Quadrat-Zoll des Kessels nur durch eine Kraft von ungefähr 3,5 Pfund gedrückt wird, indem bei diesem Druck sich das Ventil zu öffnen beginnt. Daß diese Kraft niemals im Stande sein wird, einen, aus dicken Platten vom besten, geschmiedeten Eisen zusammengesetzten, mit starken Nietnägeln verbundenen Kessel auseinander zu treiben, wird Jedem einleuchten. Es ist auch wirklich meines Wissens noch kein Beispiel vorhanden, daß der Kessel einer, nach dem Prinzip der Herren Boulton und Watt wirkenden Dampfmaschine zersprungen wäre.“

### Betrieb

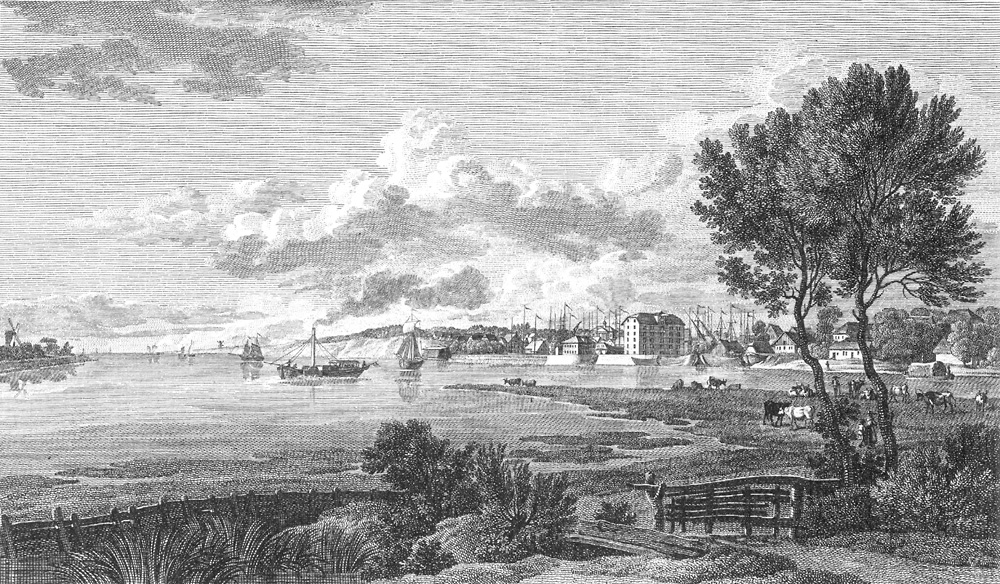
Die Weser bei Vegesack auf einem Stahlstich von Anton Radl (um 1820)

Die Jungfernfahrt des Schiffes am 6. Mai 1817 von Vegesack nach Bremen, an der zahlreiche Würdenträger aus Bremen, Oldenburg und Hannover teilnahmen, gestaltete sich als großer Erfolg und fand unter lebhaftem Interesse der Bevölkerung statt. Es folgte eine weitere Sonderfahrt für geladene Gäste, die bis nach Verden an der Aller führte.

„Der Genuß der ersten Herauffahrt, die seine Splendität mir und an die hundert Anderen verschaffte, war einzig und glich einem Triumphzuge. Heute ist er [Friedrich Schröder] mit seinem stolz und sanft einherschwebenden Fahrzeug unter der Brücke durch auf Verden geschwommen.“

Kapitäne in den 16 Jahren des Betriebes waren Zacharias Spilcker (1817–1821), Friedrich Wiegmeyer (1822–1831) und Tönjes Steffens (1832–1833), alle drei aus Bremen. Der Liniendienst begann am 20. Mai 1817. Das Schiff legte um sieben Uhr morgens an der Wichelnburg nahe der St. Stephani-Kirche ab und fuhr über Vegesack und Elsfleth (mit jeweils zehn Minuten Aufenthalt) nach Brake. Um 14 Uhr startete die Rückfahrt nach Bremen. Die Fahrpreise berechneten sich laut einer Bekanntmachung Schröders in der Bremer Zeitung vom 18. Mai 1817 wie folgt:
| Strecke                                          | 1. Klasse                                 | 2. Klasse         |
| von Bremen nach Vegesack (oder zurück)           | 0 Taler, 48 Grote                         | 0 Taler, 36 Grote |
| von Bremen nach Elsfleth und Brake (oder zurück) | 1 Taler, 24 Grote                         | 1 Taler, 0 Grote  |
|                                                  | Kinder unter 12 Jahren jeweils die Hälfte |                   |

Während der gesamten Lebensdauer des Dampfschiffs bedrohten die widrigen Flussverhältnisse beständig die Wirtschaftlichkeit des Unternehmens. Ein fahrplanmäßiger Post- und Fahrgasttransport war oft nur bei Hochwasser gewährleistet, so dass Schröder noch 1817 von einer Hin- und Rückfahrt an einem Tag von Bremen nach Brake absehen musste. Stattdessen fuhr Die Weser nun an einem Tag mit der Flut von Bremen nach Brake und am nächsten Tag, abermals mit der Flut, wieder zurück nach Bremen. Ab 1818 musste der Streckenabschnitt von Bremen nach Vegesack zeitweise sogar ganz eingestellt werden, da hier zwischen der Einmündung der Ochtum und der Lesum die Versandung des Flusses die Schifffahrt besonders gefährlich gestaltete und das Fahrwasser von langsamen Weserkähnen blockiert wurde.
Für die Zeit von 1817 bis 1823 errechnete Schröder so einen Verlust von 1120 Talern für das Unternehmen, daran konnte auch der Einsatz eines zweiten Schiffs ab 1818, des auf der Werft von Peter Sager gebauten Dampfboots Herzog von Cambridge auf der Strecke zwischen Bremen und Vegesack, nichts ändern. Der Versuch, 1824 den Staat Bremen zur Übernahme des Unternehmens (bzw. der Verluste) zu bewegen, wurde von der Konvoideputation mit Hinweis auf die vertraglichen Bestimmungen des Privilegs abgelehnt:

„[Herr Schröder hat den] seichten schwer verbesserlichen Zustand der Weser gekannt und dessen ungeachtet die Dampfschiffahrt eingerichtet […]. Er hat den Gewinn allein gewollt, also ist es auch nicht mehr wie billig, daß er auch den Verlust trage.“

Nachdem es im Frühjahr 1826 aus unbekannter Ursache zu einer längeren Unterbrechung des Dampfschiffbetriebes gekommen war, hob der Senat das Privileg Schröders auf, was jedoch keine weitere Folgen hatte, da erst 1834 – nach dem Ende von Schröders Unternehmung – mit der von Johann Lange betriebenen Bremen ein neues Dampfschiff auf der Unterweser in Betrieb genommen wurde.
Von 1817 bis 1827 beförderten die Die Weser und die Herzog von Cambridge (letztere mit einem nur geringen Anteil) zusammen insgesamt 83.291 Passagiere, davon allein 10.000 im Jahr der Inbetriebnahme. Für die folgenden Jahre bis zur Außerdienststellung des Schiffs sind keine Zahlen erhalten. Ab 1827, mit der durch Bürgermeister Johann Smidt initiierten Gründung Bremerhavens, lief das Schiff auch Geestemünde an. 1833 stellte Schröder den Betrieb des Schiffs schließlich ein. Es wurde bald nach seiner letzten Fahrt am 14. November von Brake nach Bremen abgewrackt.

## Das Schiff

### Aufbau und Ausstattung

Plan des Dampfschiffs Die Weser von 1817, der die ungefähre Aufteilung des Schiffs zeigt

Der dunkelgrün gestrichene Schiffskörper war 24 Meter lang und 4,2 Meter breit. Das Hauptdeck wurde im Wesentlichen von einer seitlich über den Schiffskörper herausragenden Gangway (Galerie) gebildet, die die nutzbare Breite des Schiffs auf sieben Meter vergrößerte und ihm einen bauchigen Charakter gab.
Über dem Hauptdeck erhoben sich die beiden Kajütshäuser für insgesamt 80 Personen, auf dem vorderen die Kajüte der zweiten Klasse, hinten eine Restaurationsküche, die Kajüte erster Klasse und die Damenkajüte. Dazwischen befand sich der Maschinenraum des Schiffs. Die erste Klasse war mit einer hochwertigen Einrichtung aus Mahagoniholz und Polstermöbeln ausgestattet, die zweite mit einer deutlich schlichteren aus Tannenholz.
Der Abschluss der Kajüten bildete das Oberdeck, auf dem sich Bänke für die Fahrgäste befanden. Das Achterdeck war darüber hinaus mit einem Sonnenzelt überspannt. Unmittelbar hinter dem Mast, an dem ein Rahsegel aufgespannt werden konnte, stand der neun Meter hohe Schornstein, der mit einer kronenförmigen Verzierung versehen war. Zur Durchfahrt unter der Weserbrücke in Bremen konnten Schornstein und Mast umgeklappt werden. Den Bug des Schiffes bildete ein schneckenförmiges Galion, am Heck führte es eine Speckflagge, die am Innenrand um die Wappen von Bremen, Oldenburg und Hannover ergänzt war.

„Ich bestieg das Dampfschiff nach seiner Ankunft im Hafen [zu Bremen] und fand die allergeschmackvollste Einrichtung im Inneren. Besonders gleicht die Kajüte [erster Klasse] einem kleinen Prachtzimmer, und ist mit Sofas, Fußdecken, Spiegeln und selbst mit einer vortrefflichen, auserwählten Handbibliothek versehen […] Auch ist bereits eine Dampfküche sehr ökonomisch mit dem Ganzen verbunden. Das Verdeck [Oberdeck] ist sehr geräumig und rings umher mit gepolsterten grünen Bänken ausgestattet.“

### Maschine und Antrieb

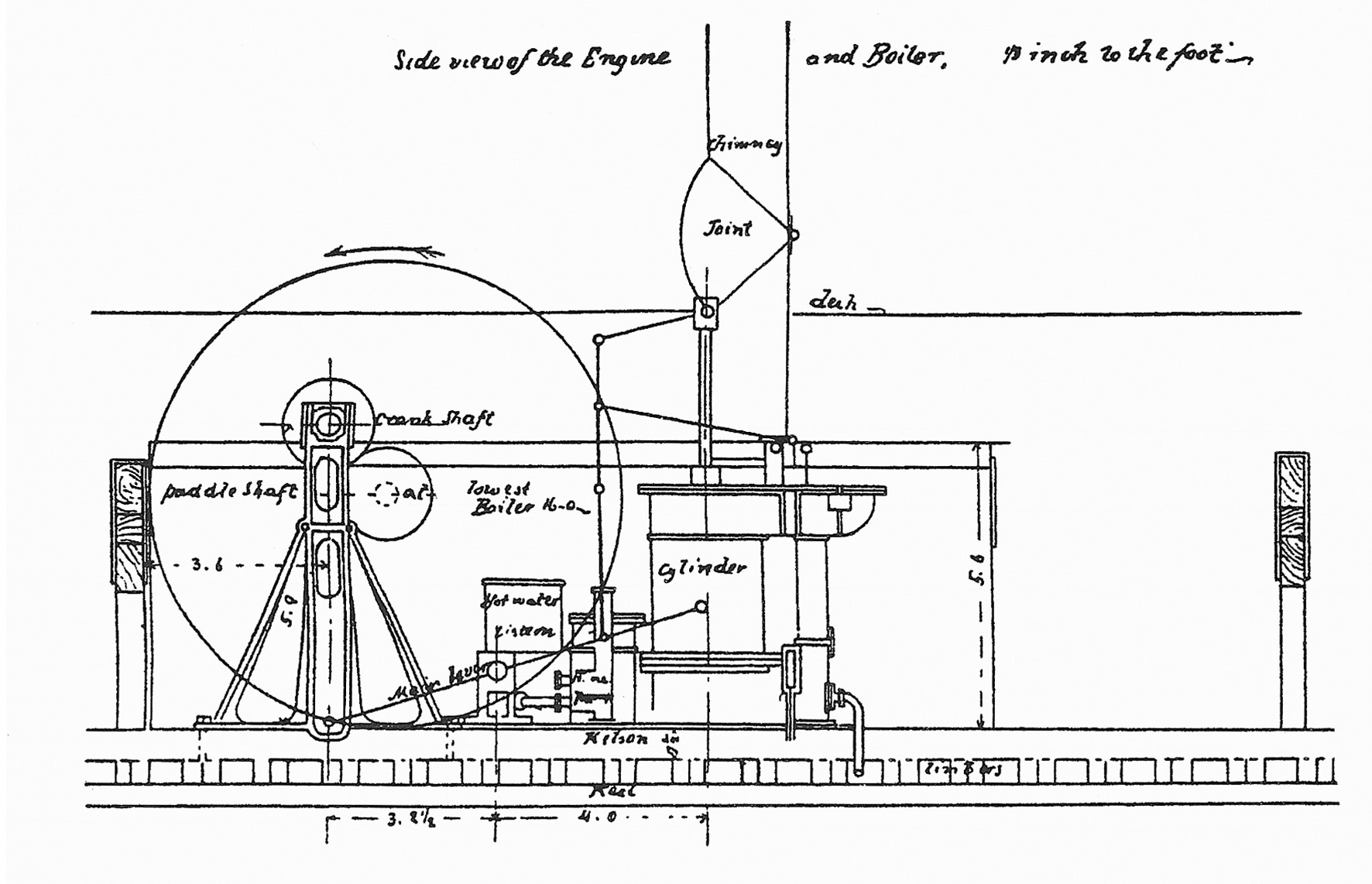
Längsschnitt des Maschinenraumes

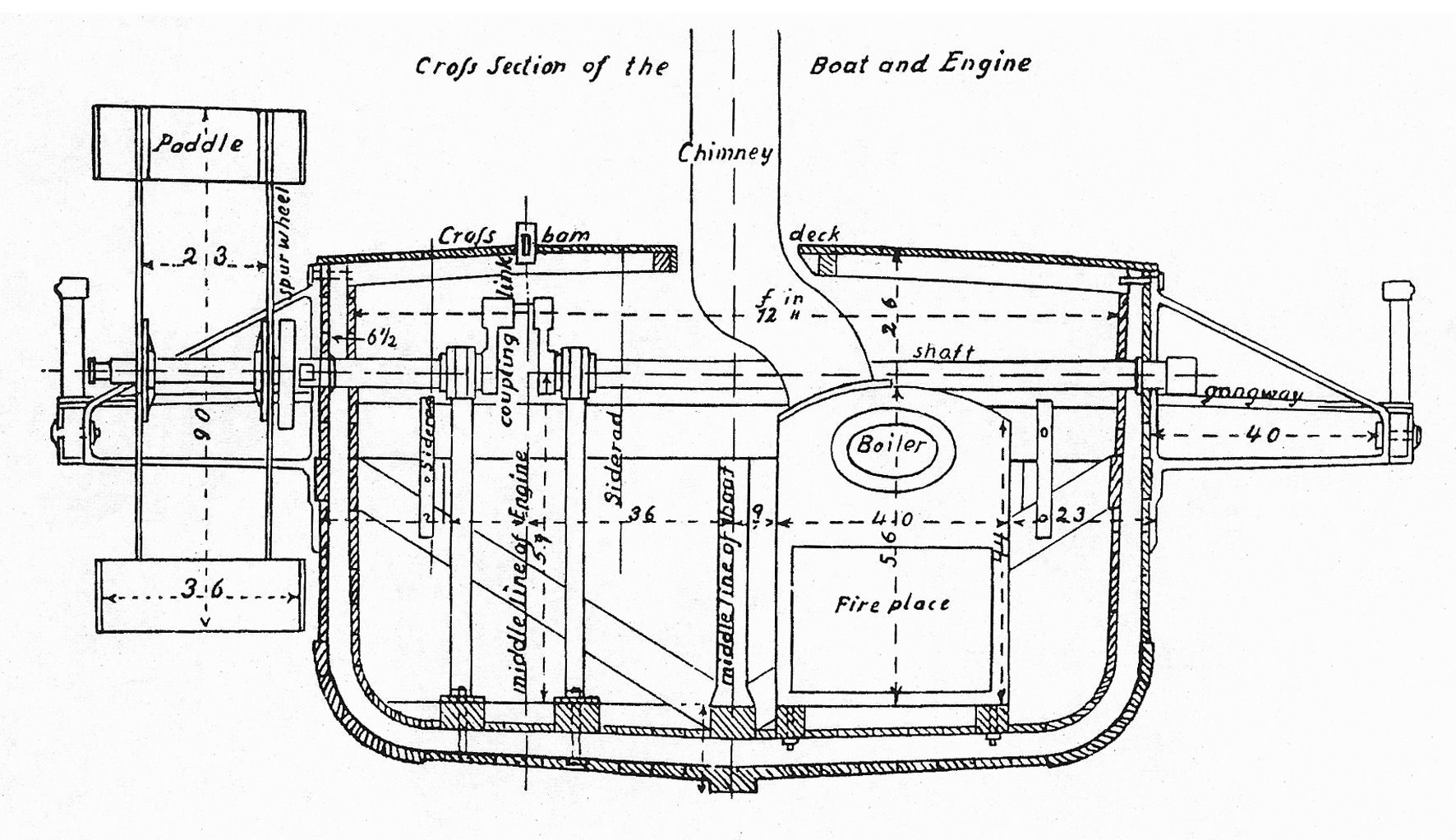
Querschnitt des Maschinenraumes

Die Niederdruck-Dampfmaschine von Boulton & Watt war im vorderen Drittel des Schiffs eingebaut. Der schmiedeeiserne Dampfkessel der Maschine nahm dabei die Steuerbordseite des Maschinenraums ein, während sich der Dampfzylinder mit Kondensator, Heißwasserzisterne, Balancier, Gestänge und der Kurbelwelle auf der Backbordseite des Schiffs befanden.
Der Kessel hatte eine Länge von 4,26, eine Breite von 1,21 und eine Höhe von 1,92 Metern. Er verfügte über ein Sicherheitsventil, ein Quecksilberröhrenmanometer und (vermutlich) einen Wasserstandsanzeiger. Auf der Rückseite des Kessels befand sich die Kohlebefeuerung, die in ein Flammenrohr führte, das sich zweimal durch die gesamte Länge des Kessels zog, bevor es in den Schornstein aus dünnem Eisenblech mündete. Dieser hatte eine Höhe von 9,14 und einen Durchmesser von 0,55 Metern.
Der Kessel erzeugte Dampf mit einem Druck von 0,24 kg/cm² und verbrauchte zirka 118 kg Kohle pro Stunde. Bei 44 Hüben (also 22 Umdrehungen) brachte die Maschine eine Leistung von 14 PS (10 kW), was für eine Fahrtgeschwindigkeit von 5,5 Knoten (etwa 10 km/h) reichte. Die Maschine soll (mit Wasser im Kessel) ein Gesamtgewicht von knapp 16 Tonnen gehabt haben.
Die zwei seitlichen Schaufelräder hatten einen Durchmesser von 2,74 Metern und waren mit jeweils sechs Schaufeln zu je 1,06 Metern Länge und 0,38 Metern Breite versehen. Mit einem mechanischen Hebewerk, das über eine Winde auf Deck bedient wurde, konnte die Eintauchtiefe der Schaufelräder verstellt werden, um sie so dem wechselnden Tiefgang des Schiffes anzupassen. Dies wurde dadurch ermöglicht, dass die Schaufelräder nicht direkt auf der Kurbelwelle saßen, sondern auf einer eigenen höhenverstellbaren Welle, die über Zahnräder angetrieben wurde.

## Historische Einordnung
Die Die Weser wird in einigen Quellen als das erste deutsche Dampfschiff bezeichnet. Dies ist jedoch nur richtig in Bezug auf die Baugeschichte, da bereits 1816 in Deutschland zwei von englischen bzw. schottischen Schiffbauern und Unternehmern gefertigte und unterhaltene Dampfschiffe in Betrieb gingen:
- Die Lady of the Lake, ein von John Grey im schottischen Kincardine gebautes und von Peter Kinraid aus Glasgow betriebenes Schiff, das ab 29. Juni 1816 auf der Elbe zwischen Hamburg und Cuxhaven fuhr, jedoch 1817 wegen mangelnder Rendite wieder nach Großbritannien zurückgeholt wurde.
- Die Prinzessin Charlotte von Preußen, ein von John B. Humphreys in Pichelsdorf bei Berlin gebautes Schiff, das ab 27. Oktober 1816 auf der Havel zwischen Berlin und Potsdam fuhr, 1819 außer Dienst gestellt und 1824 abgewrackt wurde.

„Wenn man ganz korrekt sein wollte, müsste man wohl sagen, ‚Die Weser‘ war das erste von einem deutschen Schiffbauingenieur erbaute deutsche Dampfschiff, das freilich noch eine englische Maschine hatte.“

Im Dezember 2016 gab die Deutsche Post die 70-Cent-Sonderbriefmarke 200 Jahre Dampfschiff “Die Weser” aus, die sie als „eines der ersten deutschen Dampfschiffe“ und „Pionierleistung“ würdigt. Von allen vor 1820 in Deutschland eingesetzten Dampfschiffen, so das Finanzministerium, habe Die Weser mit Abstand die längste „Fahrtdauer“ (16 ½ Jahre) erreicht.

## Nachbau

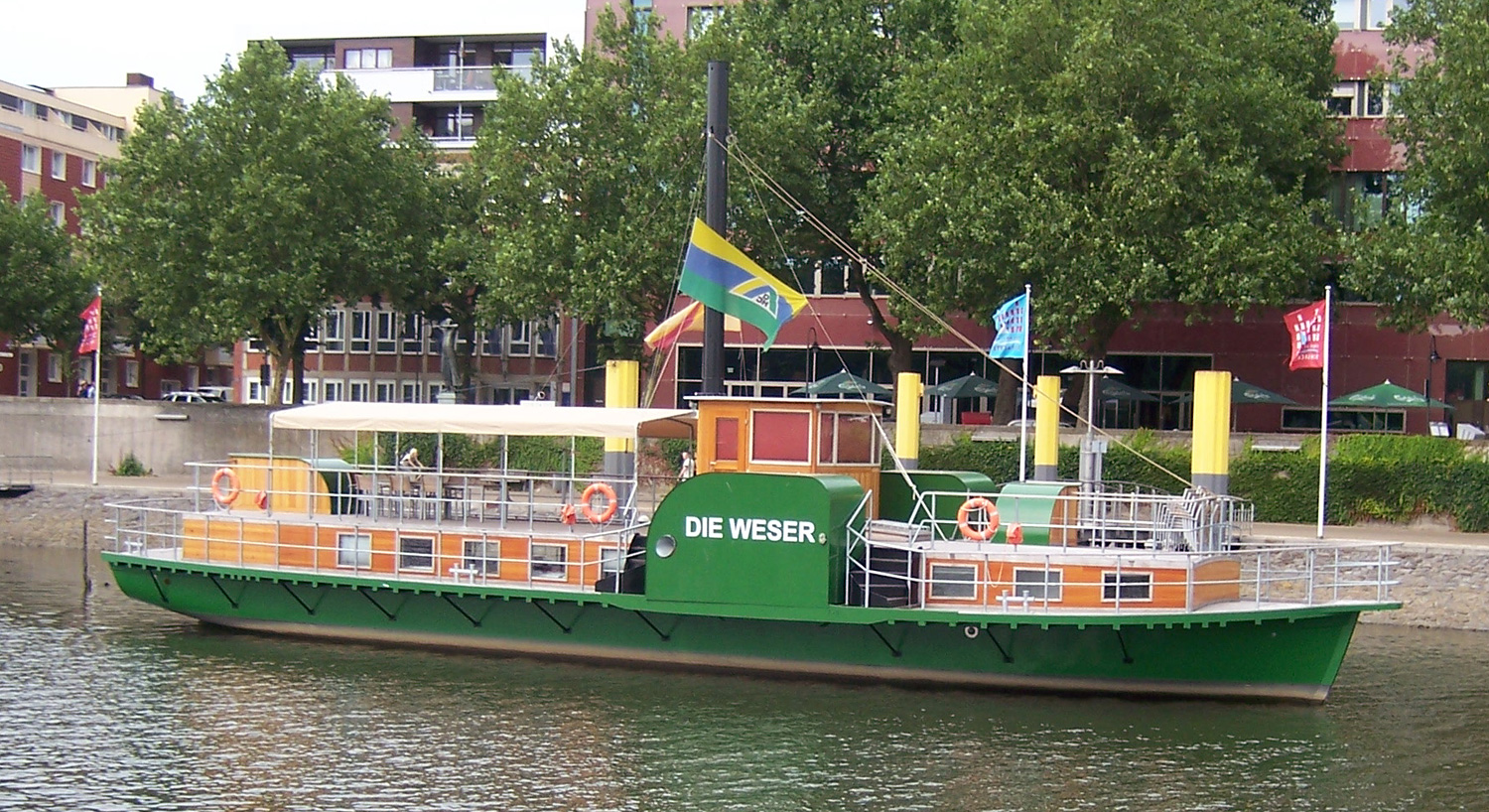
Die Weser von 2008

Am 20. Juni 2008 wurde in Vegesack ein antriebsloser Nachbau des Dampfschiffs zu Wasser gelassen. Gebaut wurde das Schiff vom Qualifizierungsprojekt Bremer Bootsbau Vegesack gGmbH (BBV) auf dem Gelände der Bremer Vulkan. Der Bau dauerte acht Jahre und kostete 407.000 Euro. Durch die Insolvenz der BBV im Jahr 2006 musste der Entwurf des Schiffs, das ursprünglich wie sein historisches Vorbild den Fluss befahren sollte, überarbeitet werden, um das Projekt überhaupt fortführen zu können. Auf Anregung von Katja Barloschky von der Bremer Arbeit GmbH wurde das Deutsche Jugendherbergswerk in die Planungen mit einbezogen, das das Schiff für zunächst fünf Jahre gepachtet hat. Seit dem 26. Juni 2008 liegt die Die Weser an Ponton 8 an der Schlachte direkt vor der Jugendherberge Bremen als Gästeschiff mit 30 Schlafplätzen.
Neben den entsprechenden Anpassungen im Inneren des Schiffs unterscheidet sich der Nachbau auch äußerlich in mehreren Punkten deutlich vom historischen Vorbild: So hat das Schiff keine Schaufelräder (die jedoch später gegebenenfalls noch nachgerüstet werden können), auf das Deck wurde ein Führerhaus gesetzt (das Original hatte keines), der Mast neben dem Schornstein wurde weggelassen, am Heck befindet sich ein zusätzlicher Abgang zu den Kajüten (statt der Ruderpinne) und am Bug fehlt die Galion.